# Beyond the Black
Beyond The Black é uma banda alemã de metal sinfônico formada em 2014 em Mannheim. Seu álbum de estréia Songs of Love and Death, tornou-se popular imediatamente após o lançamento, e entrou nas paradas de música nacional alemã e austríaca.

## História
A banda foi formada em 2014 na cidade de Mannheim, na Alemanha, e consistia da seguinte formação na época, Jennifer Haben (vocalista, ex Saphir ), Nils Lesser (guitarrista principal), Christopher Hummels (guitarrista / vocalista), Michael Hauser (tecladista), Erwin Schmidt (baixista) e Tobias Derer (baterista). A banda fez suas primeiras aparições no festival Wacken Open Air 2014, e uma turnê de apoio as bandas Saxon, e Hell.
Em 13 de fevereiro de 2015, a banda lançou seu álbum de estréia, Songs of Love and Death , que alcançou o 12º lugar nas paradas de música alemãs e 21º lugar nas paradas austríacas. O álbum foi produzido por Sascha Paeth (Avantasia) e foi  recebido muito positivamente pela crítica. Uma semana depois, no dia 20 de fevereiro, a banda apareceu na televisão alemã Sat.1 Breakfast Television com a música "In the Shadows".
A partir de 13 de maio de 2015, a banda embarcou em sua primeira turnê pela Alemanha, seguida de uma aparição no Wave-Gotik-Treffen em 23 de maio de 2015.
No dia 21 de dezembro de 2015 a banda anunciava através da sua página do Facebook, que seu segundo álbum, intitulado Lost In Forever, seria lançado no dia 12 de fevereiro de 2016, possuiria 13 novas faixas e a edição de luxo contaria com 9 músicas ao vivo (além de uma capa inédita ), uma entrevista e menu interativo.
Em 15 de julho de 2016, a banda anunciou que Jennifer Haben e o resto da banda estavam se separando. A banda continuaria com Jennifer Haben, e novos membros seriam decididos em uma data posterior.

## Integrantes
Atuais

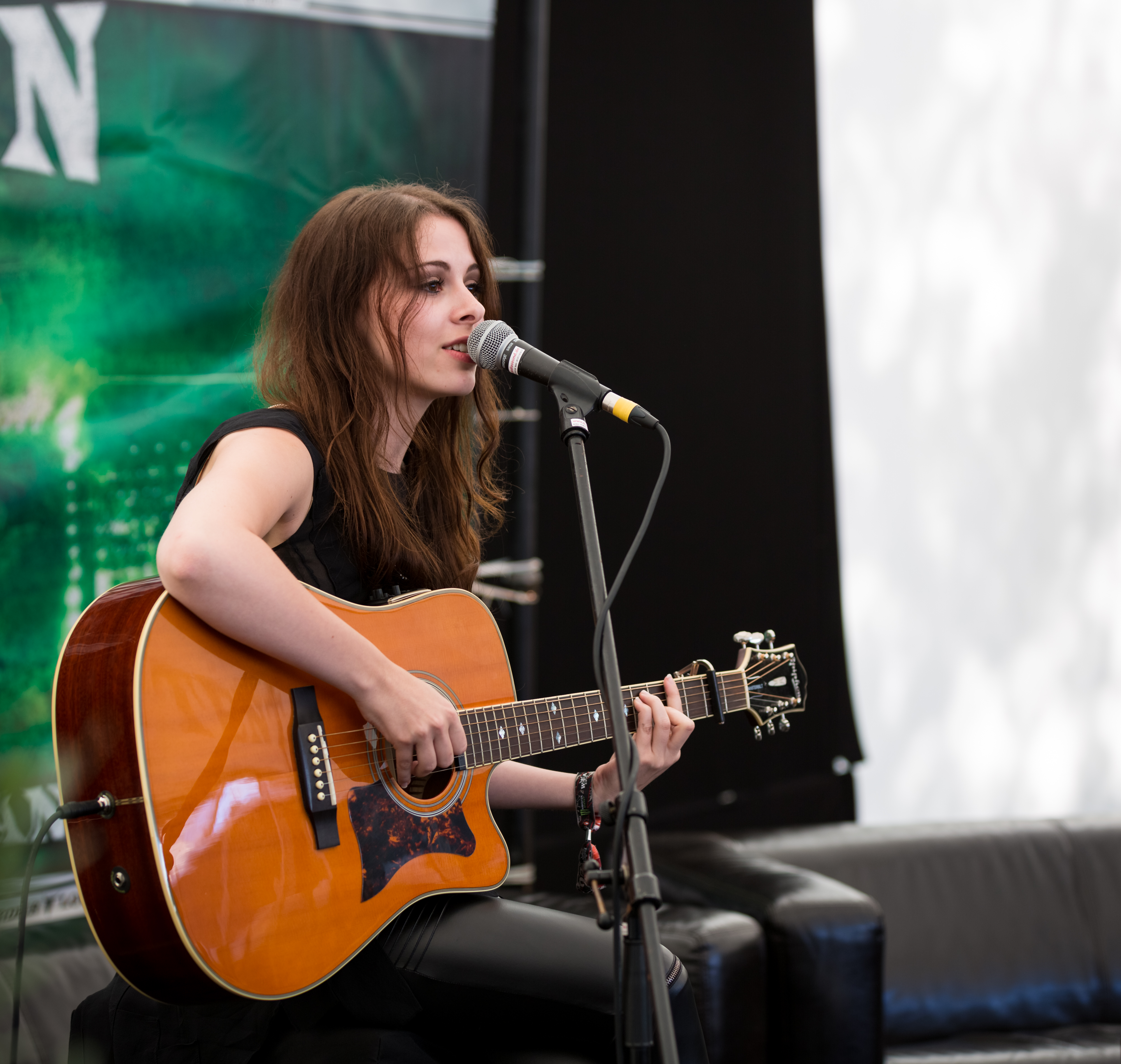
Jennifer Haben, vocalista principal da Beyond The Black, acústico no Wacken Open Air de 2016

- Jennifer Haben – vocalista principal (2014-presente)
- Stefan Herkenhoff - guitarra-baixo (2016-presente)
- Chris Hermsdörfer - guitarra, vocal de apoio (2016-presente)
- Tobi Lodes - guitarra, vocal de apoio (2016-presente)
- Jonas Roßner - teclados, vocal de apoio (2016-presente)
- Kai Tschierschky - bateria (2016-presente)

Ex integrantes
- Nils Menor – guitarra (2014-2016)
- Christopher Hummels – guitarra, vocal de apoio (2014-2016)
- Tobias Derer – bateria (2014-2016)
- Erwin Schmidt – guitarra-baixo (2014-2016)
- Michael Hauser – teclados (2014-2016)

## Discografia

### Álbuns
| Título                  | Detalhes do álbum                                                                                | Posições nas paradas (pico) | Posições nas paradas (pico) |
| Título                  | Detalhes do álbum                                                                                | GER                         | AUT                         |
| ----------------------- | ------------------------------------------------------------------------------------------------ | --------------------------- | --------------------------- |
| Songs of Love and Death | - Lançamento: 13 de fevereiro de 2015 - Selo: Airforce1 Records - Formatos: CD, download digital | 12                          | 21                          |
| Lost In Forever         | - Lançamento: 12 de fevereiro de 2016 - Selo: Airforce1 Records - Formatos: CD, download digital | 4                           | 21                          |
| Heart Of The Hurricane  | - Lançamento: 31 de agosto de 2018 - Selo: Napalm Records - Formatos: CD, download digital       | 5                           | 28                          |
| Hørizøns                | - Lançamento: 19 de junho de 2020 - Selo: Napalm Records - Formatos: CD, download digital        | 3                           | 16                          |
| Beyond the Black        | - Lançamento: 13 de janeiro de 2023 - Selo: Nuclear Blast - Formatos: CD, download digital       | 2                           | 14                          |

### Singles
| Ano  | Título               | Álbum                          |
| ---- | -------------------- | ------------------------------ |
| 2015 | "In the Shadows"     | Songs of Love and Death        |
| 2016 | "Lost in Forever"    | Lost in Forever                |
| 2017 | "Night Will Fade "   | Lost In Forever (Tour Edition) |
| 2018 | "Million Lightyears" | Heart Of The Hurricane         |

Singles promocionais

| Ano  | Título                    | Álbum                   |
| ---- | ------------------------- | ----------------------- |
| 2015 | "Songs of Love and Death" | Songs of Love and Death |
| 2015 | "Love Me Forever"         | Songs of Love and Death |
| 2016 | "Written in Blood"        | Lost in Forever         |
| 2016 | "Halo of the Dark"        | Lost in Forever         |
| 2018 | "Million Lightyears"      | Heart Of The Hurricane  |

### Vídeos de música
- "In the Shadows" (2015)[14][15]

- "Lost in Forever" (2016)[16]
- "Night Will Fade" (2017)[17]
- "Million Lightyears" (2018)[18]
- "Breeze" (2018)[18]

### Vídeos promocionais
- "Songs of Love and Death" (2015)[19]
- "Love Me Forever" (2015)[20]
- "Written In Blood" (2016) [21]
- 'Million Lightyears" (2018)[18]